# Katharinenberg (Südeichsfeld)
Katharinenberg – dzielnica gminy Südeichsfeld w Niemczech, w kraju związkowym Turyngia, w powiecie Unstrut-Hainich.
Do 30 listopada 2011 miejscowość była samodzielną gminą, która dzień później po połączeniu z trzema innymi gminami utworzyła nowa gminę Südeichsfeld.